# 東洋刃物
東洋刃物株式会社（とうようはもの 英: TOYO KNIFE CO.,LTD.）は、宮城県富谷市に本社を置く企業。
東北帝国大学附属金属材料研究所（現：東北大学金属材料研究所）の研究成果の工業化を目的に設立された。2019年3月、フェローテックホールディングスと資本・業務提携契約を締結。同社が筆頭株主となった。東洋刃物はフェローHDの海外販売網を活用し、中国を中心に主力の情報産業用刃物の販売を強化する方針。
合板用刃物ベニヤナイフ等長尺工業用刃物などに強みを持つ。鉄鋼・製紙向け等工業用刃物の専業首位。

## 沿革
- 1925年8月9日 - 「東洋刃物株式会社」創立。本社を東京市麹町に置く。
- 1937年5月 - 大阪に「第二東洋刃物」設立。
- 1937年10月 - 「第二東洋刃物」吸収合併。
- 1947年7月 - 本社を仙台市米ヶ袋下丁に移転。
- 1961年11月 - 東京証券取引所市場第二部上場。
- 1961年12月 - 関連会社「株式会社トオハ」設立。
- 1967年 - 関連会社「熱研工業株式会社」設立。
- 1971年 - 関連会社「有限会社杏友精器」設立。
- 1973年 - 関連会社「東洋緑化株式会社」設立。
- 1977年9月 - 本社を仙台市港に移転。
- 1984年1月 - 関連会社「株式会社トミックス」設立。
- 1989年 - 決算期を従来の9月30日より3月31日に変更。
- 1995年7月 - 関連会社「株式会社東刃機工」設立。
- 1999年 - 多賀城工場関連製品を中心にISO9002認証取得。
- 2000年 - 全社・全製品についてISO9001・ISO9002認証を取得。
- 2002年 - 全社・全製品についてISO9001：2000年版を認証取得。
- 2009年3月 - 連結子会社の株式会社東刄機工、有限会社杏友精器および有限会社工研を解散[3]。
- 2011年
  - 3月 - 連結子会社の株式会社トミックスを吸収合併[3]。
  - 3月 - 東日本大震災により本社・多賀城工場が壊滅的被害[6]。
  - 7月 - 本社を富谷町に移転[3][7]。
- 2012年3月 - 大阪工場を富谷町に移転[3][8]。
- 2016年3月 - 地域経済活性化支援機構の子会社であるREVICパートナーズが運営する官民ファンドである「地域中核企業活性化投資事業有限責任組合」と資本・業務提携契約を締結した上で、6億円を調達。同組合が筆頭株主及びその他の関係会社となる[9][10][11]。
- 2018年10月 - 連結子会社の熱研工業株式会社を吸収合併。
- 2019年
  - 1月 - 連結子会社の上海東優刃物国際貿易有限公司の全出資持分を譲渡。
  - 3月 - フェローテックホールディングスとの資本・業務提携契約を締結。同社が筆頭株主及びその他の関係会社となる。
  - 5月 - 地域中核企業活性化投資事業有限責任組合の保有全株式を自己株式取得。資本・業務提携を解消[12]。
- 2022年
  - 7月25日 - フェローテックホールディングスが株式公開買付けにより、議決権所有割合ベースで91.05%の株式を取得[13]。
  - 8月22日 - 東京証券取引所スタンダード市場上場廃止。
  - 8月24日 - 株式売渡請求によりフェローテックホールディングスの完全子会社となる[14]。

## 関係会社

### 連結子会社
- 株式会社トオハ
  - 本社 - 宮城県宮城郡利府町
- 東洋緑化株式会社
  - 本社 - 宮城県仙台市青葉区